# قبر

حفرة القبر

القبر هو مكان دفن الإنسان بعد موته وهو عبارة عن حفرة تأخذ الشكل المستطيل بمساحة جسم الإنسان المتوفى وبعمق لا يتجاوز المترين في الغالب تُوضع فيه جثة الإنسان ويُغطى بالتراب بعد ذلك وتسمى قطعة الأرض التي تُخصص للقبور بالمقبرة.

## القبور في العالم

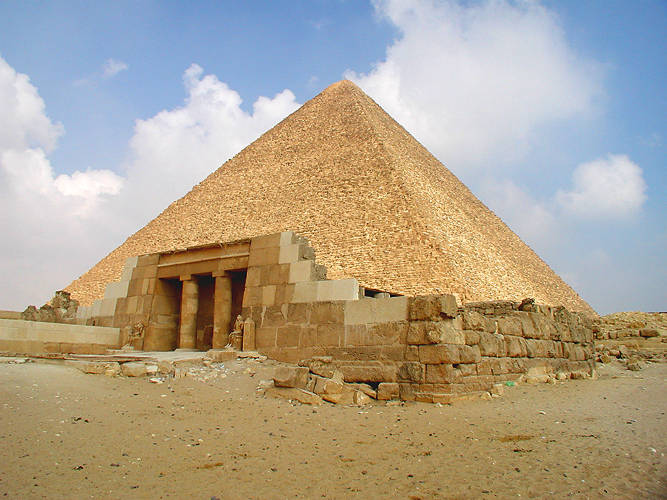
قبر ملك مصر خوفو

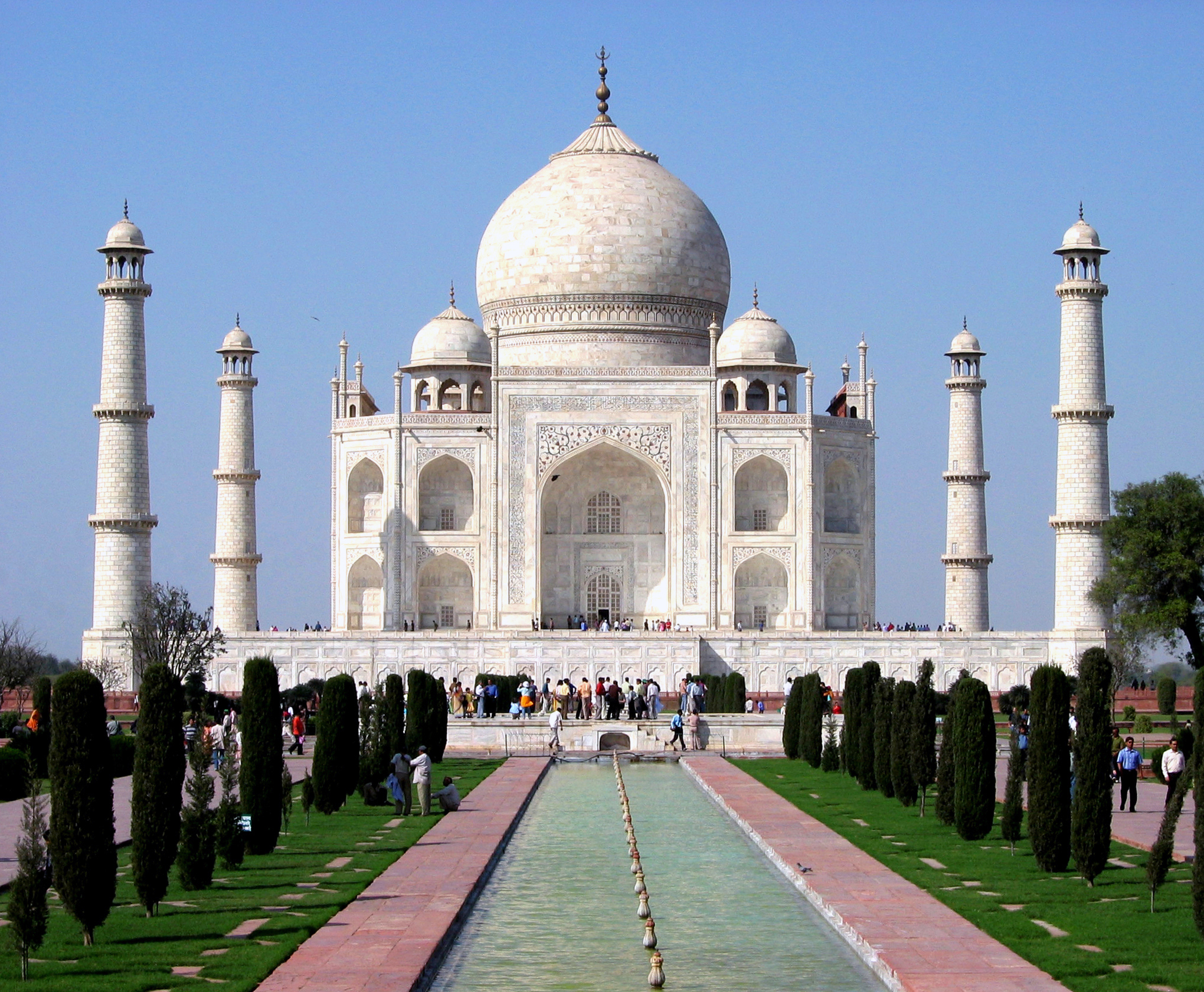
ضريح تاج محل

تختلف هيئة وأشكال ومكان القبور باختلاف البلدان والمجتمعات والأديان كما تعتبر بعض القبور معالما سياحية في أماكن متفرقة في العالم. تكون القبور في بعض البلدان داخل أضرحة مخصصة لها. في الهند يعتبر ضريح تاج محل هو أحد القبور والأماكن القاطبة للسياح في العالم بسبب هندسة معمار البنيان وتاريخه كما تم تصنيفه من موقع التراث العالمي ضمن عجائب الدنيا السبع الجديدة.
كذلك قبر الملك خوفو في مصر يعتبر من المعالم المثيرة للجدل، كما يعتبر المعلم الوحيد المتبقي إلى يومنا هذا من عجائب الدنيا السبع القديمة.
كما تكون بعض القبور في النُّصُب الصخريَّة الضَّخمة وهي مبان شيدها إنسان ما قبل التاريخ من أحجار كبيرة لأغراض الدفن أو لأغراض دينية. يزن الحجر الواحد الذي يسمى مغليث من هذه المباني بين 23 و91 طنًا متريًا. توجد النصب الصخرية الضخمة في أرجاء مختلفة في العالم، إلا أن أشهرها يوجد في أوروبا الغربية، وقد بُنيت بين عامي 4000ق.م و 1500ق.م.
كان كثير من المباني الصخرية الضخمة يستخدم كمقابر. وكان لبعض هذه المقابر ممرات، بينما كانت مقابر أخرى، تسمى الدولمنات، يتألف كل منها من غرفة صغيرة بسيطة. وقد اكتُشفت هذه المقابر في أرجاء كثيرة من أوروبا.
كان اليهود ينحتون قبورهم من الصخر وكان النصارى القدامى يبنون قبورهم في غرف تحت الأرض تسمى بسرداب الموتى.

## القبر في الأديان

### القبر في الإسلام
مقبرة المسلمين هو أول منازل الآخرة وهو إما روضة من رياض الجنة أو حفرة من حفر النار وفيه يعيش الإنسان حياة البرزخ بعد موته وفيه يسأل سؤال الملكين، وهذه الأشياء غيبيّة لا تُرى بالعين المجردة في الحياة الدنيا ولا تكون بواقع الحال في القبر بعينه.
- أنواع القبر:
  - الشق: وهو أن يحفر في وسط القبر حفرة على قدر الميت، ويُبنى جانباها بالطوب اللبن حتى لا تنضم على الميت، ويوضع فيها الميت على جنبه الأيمن مستقبلاً القبلة، ثم تسقف هذه الحفرة بأحجار أو غيرها ويرفع السقف قليلاً بحيث لا يمس الميت، ثم يهال التراب عليه.
  - اللحد: أن يحفر في أسفل جدار القبر الأقرب إلى القبلة مكاناً يوضع فيه الميت على جنبه الأيمن مستقبل القبلة ثم تسد هذه الحفرة بالطوب اللبن خلف ظهر الميت، ثم يهال التراب عليه.

### القبر في المسيحية
يرى المسيحيون بأن القبر يكون مدفن للأجساد فقط بينما الأرواح تجتمع في مكان معين ما يسمى بالهاوية وهو ما يعرف لدى المسيحية بمستودع الأرواح، حيث تنقسم الهاوية إلى قسمين الهاوية العليا والهاوية السفلى، تكون الهاوية العليا للمؤمنين حيث فيه نعيم أبدي إلى القيامة، بينما الهاوية السفلى للأشرار ويكون فيه جحيم وعذاب إلى القيامة.

### القبر في اليهودية
يحظى القبر في ديانة اليهودية بأهمية كبيرة.(سفر التثنية 26:28) (سفر إرميا 19:22) فهو من وصايا رب (سفر التكوين 19:3) وحق واجب لجميع الموتى، بما فيهم المجرمين (سفر تثنية الاشتراع 23:21).
و يتمّ إنشاء المدافن عادة في أملاك العائلة، في قبور ثابتة ودائمة، سواء أكان ذلك في مغارة كتلك التي اشتراها إبراهيم، مغارة المكفيلة، أو في الأرض (سفر القضاة 9:2) (سفر صموئيل الأوّل 1:25). ولتجنّب التدنيس، كان يوضع حجر أبيض عند المدفن. وفي بعض الأحيان، توضع مسلّة كتلك التي وضعها يعقوب لرحيل (سفر التكوين 20:35).
أمّا حرق جثث الموتى، فقد كانوا يستعملونه كنوع من العقاب. (سفر التكوين 24:38) (سفر اللاويين 14:20) (سفر اللاويين 9:21)
لم يذكر عذاب القبر في العهد القديم، المصدر الأول للتشريع في اليهودية، ولا في المصدرين الآخرين؛ المِشنَا والتلمود. لكننا نقرأ أن فصلا كاملا في نصوص القبالا يتناول عذاب القبر تحت عنوان خبطات/ضربات القبر (بالعبرية: חיבוט הקבר) حيث يسأل ملك الموت الميت: ما اسمك؟ فإن كان الميت صالحًا تذكر اسمه وأجاب، فينصرف ملك الموت عنه. وإن كان طالحًا نسي اسمه، عندئذ يقوم ملك الموت بتعذيبه.
كما ورد في الإسلام حديث نبوي شريف عن عذاب القبر عند اليهود فقد خلت يهودية على عائشة  فقالت لها: (أعَاذَكِ اللَّهُ مِن عَذَابِ القَبْرِ، فَسَأَلَتْ عَائِشَةُ رَسولَ اللَّهِ ﷺ عن عَذَابِ القَبْرِ، فَقالَ: نَعَمْ، عَذَابُ القَبْرِ، قالَتْ عَائِشَةُ : فَما رَأَيْتُ رَسولَ اللَّهِ صَلَّى اللهُ عليه وسلَّمَ بَعْدُ صَلَّى صَلَاةً إلَّا تَعَوَّذَ مِن عَذَابِ القَبْرِ).
كذالك ما جاء عن أبي أيوب قال: خرج النبي ﷺ وقد وجبت الشمس فسمع صوتاً فقال (يهود تعذب في قبورها).

## أجزاء القبر
يتكون القبر العادي من:
- قطع القبر: الحفر الذي يعطي القبر شكله المعروف. وهذا يتفاوت ما بين أعمال الكشط الخفيفة وصولاً إلى إزالة تربة فوقية بعمق 6 أقدام (1.8 متر) أو يزيد حيث يوجد القبو أو غرفة الدفن. ومع ذلك، يلاحظ أن أغلب القبور الحديثة في الولايات المتحدة يبلغ عمقها 4 أقدام فقط، حيث يُوضع التابوت في صندوق خشبي يحول دون الوقوع في الحفر البالوعية ويكون ضخمًا بحيث يتحمل مرور السيارات ولا يعوم مع الفيضانات.
- التراب المنقب فيه: التربة التي يحفر فيها عند التنقيب عن القبر. تكوّم الأتربة غالبًا على مقربة من القبر لتستخدم في الردم حيث تُعاد إلى القبر عند تغطية التابوت. لا تتسع الحفرة لكل التراب نتيجة تخفيف ضغط التراب عند التنقيب وبسبب الحيز الذي يشغله القبر، لذا يترك التنقيب أثرًا بوجود بقايا التراب. وتصير هذه البقايا الترابية طبقة سميكة تعلو السطح الأصلي لأرضية المقابر.
- الدّفن: يوضع الجسد في تابوت أو حاوية أخرى، في واحد من الأوضاع غير المتناهية، بمفرده أو مع غيره، وقد يُوضع معه بعض من مقتنياته الشخصية.
- قبو الدفن: القبو هو هيكل داخلي في القبر يؤهله لاستقبال الجسد. ومن بين فوائده أنه يمنع تحطيم بقايا الجسد، ويسمح بتعدد الدفن كما في قباب العائلات ويتيح إمكانية استرداد البقايا لنقلها إلى صندوق عظام الموتى أو لتوضع في زمرة الآثار التاريخية.
- ردم القبر: التراب الذي يُعاد إلى قطع القبر بعد الدفن. وهذا التراب قد يحتوي على مواد تعود إلى التنقيب الأصلي أو الاستخدامات السابقة للمكان أو الأمتعة أو الأدوات الموضوعة عن قصد أو المواد التي ألحقت بها فيما بعد. وقد يُسوى هذا التراب بمستوى سطح الأرض أو يترك على شكل ربوة صغيرة.
- النصب أو العلامة: شواهد القبور هي الأكثر شهرة ولكن قد تضاف إليها أهداب زخرفية أو شواهد سفلية أو مواد داعمة أو غطاء صلد وما إلى ذلك.

## المدافن والمقابر

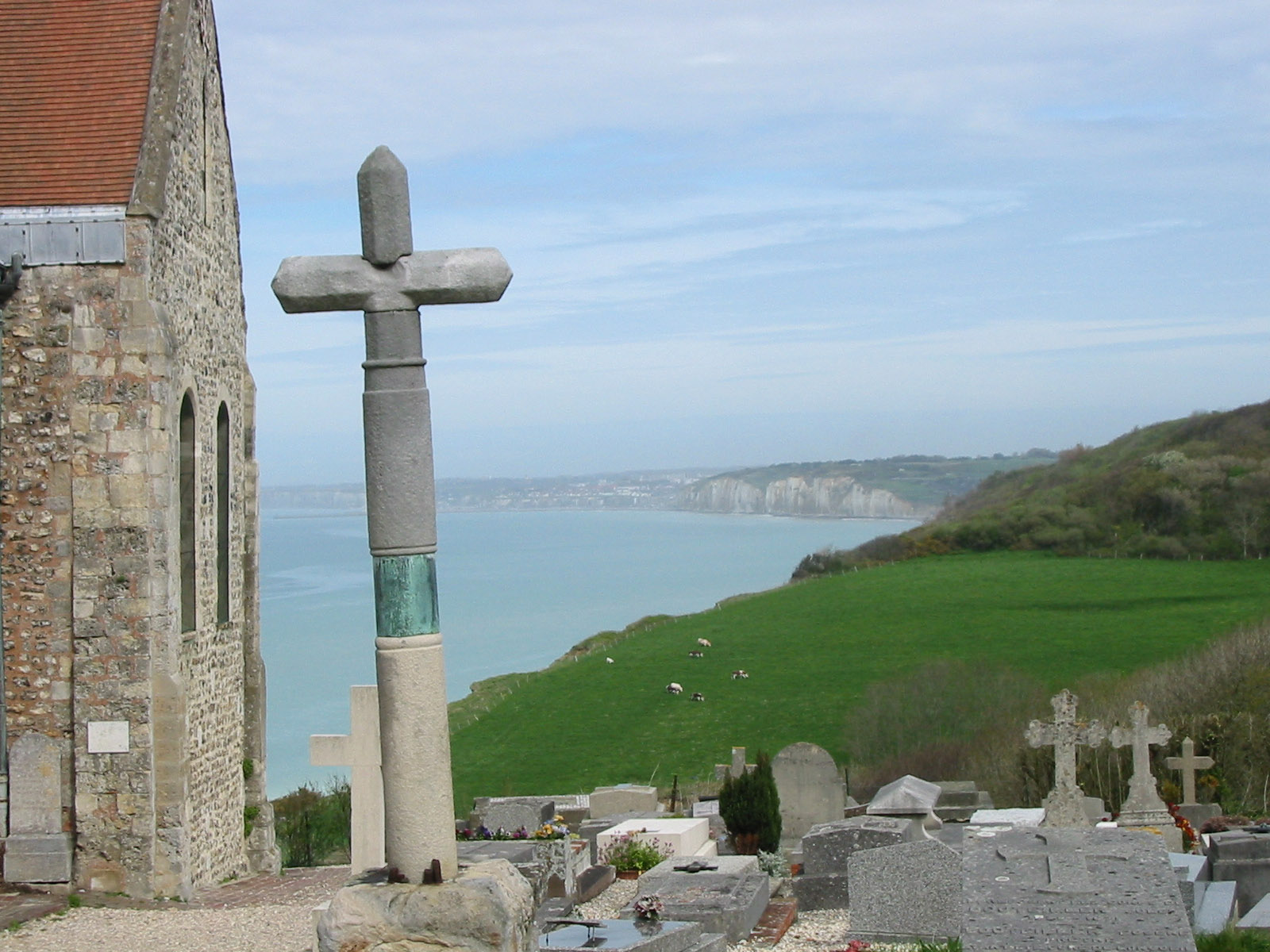
مدافن في فارنجفيل سور مير بفرنسا

كانت تبنى المدافن بالتزامن مع بناء مكان العبادة المناسب لكل دين (وهذا قد يعود تاريخه إلى ما بين القرن الثامن والقرن الرابع عشر) وكان يستخدمه أغلب العائلات التي لا تستطيع تحمل تكلفة الدفن داخل مكان العبادة أو تحته. وفي أغلب الحضارات، كان أصحاب الثراء الفاحش أو ذوي المناصب الرفيعة أو المنتمين إلى النبلاء أو من لهم مكانة اجتماعية عالية يدفنون في سراديب خاصة داخل مكان العبادة أو تحته، وكانت توضع علامة عليها اسم المتوفَّى وتاريخ وفاته وغيرها من البيانات التي تتعلق بسيرته. وفي أوروبا يكون هذا مصحوبًا برسم شعار نبالة الأسرة.
واستبدلت المدافن فيما بعد بما يُسمى المقابر.